# Пајнвил (Мисури)
Пајнвил (енгл. Pineville) град је у америчкој савезној држави Мисури.

## Демографија
По попису из 2010. године број становника је 791, што је 23 (3,0%) становника више него 2000. године.
| Група             | 2000.       | 2010.       |
| Белци             | 731 (95,2%) | 718 (90,8%) |
| Афроамериканци    | 0 (0,0%)    | 1 (0,1%)    |
| Азијати           | 0 (0,0%)    | 0 (0,0%)    |
| Хиспаноамериканци | 8 (1,0%)    | 25 (3,2%)   |
| Укупно            | 768         | 791         |